# Márta Károlyi
Márta Gyongyver Károlyi, născută Márta Erőss, (n. 29 august 1942, Odorheiu Secuiesc, Regatul Ungariei) este o antrenoare de gimnastică originară din România și stabilită ulterior în Statele Unite ale Americii.
A antrenat împreună cu Béla Károlyi, soțul ei, lotul de gimnastică feminină al României, lot din care a făcut parte și  Nadia Comăneci. La începutul anilor 1980 soții Károlyi au rămas în Statele Unite ale Americii, unde au cunoscut un al doilea vârf mondial al activității lor de antrenori antrenând lotul de gimnastică feminină al Statelor Unite.
Soții Károlyi au cunoscut consacrarea națională, europeană și mondială la începutul anilor 1970 ca antrenori ai lotului de gimnastică feminină al României.
Primul succes de amploare al cuplului antrenorilor Károlyi a fost realizat în anul 1975, la Skien, în Norvegia, la cea de-a zecea ediție a campionatelor europene de gimnastică feminină, când Nadia Comăneci s-a clasat pe primul loc toate probele, cu excepția celei de sol.

## Distincții
- Ordinul „Meritul Sportiv” clasa I (18 august 1976) „pentru rezultatele deosebite obținute la Jocurile olimpice de vară de la Montreal – 1976, precum și pentru contribuția adusă la dezvoltarea activității sportive și la creșterea prestigiului sportului românesc pe plan internațional”[3]